# Kostiantyn Dudczenko
Kostiantyn Ołeksandrowycz Dudczenko, ukr. Костянтин Олександрович Дудченко (ur. 8 lipca 1986 w Melitopolu, w obwodzie zaporoskim) – ukraiński piłkarz, grający na pozycji napastnika.

## Kariera piłkarska
Wychowanek klubu Ołkom Melitopol, barwy którego bronił w juniorskich mistrzostwach Ukrainy (DJuFL). W 2005 rozpoczął karierę piłkarską w podstawowej jedenastce Ołkomu. Na początku października 2008 podpisał 5-letni kontrakt z Dynamem Kijów, ale rozegrał tylko 9 gier i strzelił 2 bramki w drużynie rezerwowej Dynama. W marcu 2010 odszedł do rosyjskiego FK Chimki. W styczniu 2011 przeszedł do Szynnika Jarosław. W marcu 2014 przeniósł się do kazachskiego Irtyszu Pawłodar. W styczniu 2016 opuścił Irtysz, a w lutym został piłkarzem Tobyłu Kostanaj. W czerwcu 2016 został piłkarzem Akżajyka Orał. 26 lutego 2018 przeniósł się do FK Taraz.